# Список папоротниковидных растений, занесённых в Красную книгу Азербайджана
Список папоротниковидных растений, занесённых в Красную книгу Азербайджана
| Название                              | Научное название      | Статус                                   | Распространение | Места обитания | Источники информации                     |
| ------------------------------------- | --------------------- | ---------------------------------------- | --- | --- | ---------------------------------------- |
| Хемионитидовые-Анограмма тонколистная | Anogramma leptophylla | Очень редкий вид                         | Апшеронский полуостров, западная вершина г. Кергез. Ленкоранский район, Астаринский район                                                                  | В трещинах скал, в железняково-дубовых вторичных лесных формациях на жёлто-зелёных почвах, до 500 метров над уровнем моря. | Красная книга Азербайджанской ССР, 1989. |
| Марсилиевые — Марсилия щетинистая     | Marsilea strigosa     | Исчезающий вид                           | Масаллинский район — около с. Хырмандалы | На низменности, в посевах риса                                                                                             | Красная книга Азербайджанской ССР, 1989. |
| Кочедыжниковые — Вудсия альпийская    | Woodsia alpina        | Очень редкий вид, арктоальпийский реликт | Огузский район, Закатальский район, Джебраильский район, Лерикский район, Ярдымлинский район, Кубинский район, Ханларский район, окрестности озера Гёйгёль | В верхнем горном и альпийском поясах, в трещинах и в тени скал, на каменистых и скалистых местах.                          | Красная книга Азербайджанской ССР, 1989. |
| Аспидиевые — Щитовник Радде           | Dryopteris            | Редкий гирканский эндемичный вид.        | Ленкоранский район, Астаринский район | Тенистые лесные формации нижнего и среднего горного поясов.                                                                | Красная книга Азербайджанской ССР, 1989. |